# Café des Westens
Le Café des Westens, connu familièrement sous le nom de Café Größenwahn auprès des artistes, est un café situé au n° 18/19 Kurfürstendamm à Berlin.
L'établissement a ouvert ses portes en 1898 pour les fermer en 1915, et est célèbre pour avoir été un lieu de rencontre des artistes au tournant du siècle.

## Histoire
Le bâtiment qui abritait le Café des Westens a été construit entre 1893 et 1895 comme résidence représentative pour le maître charpentier Christoph Osten. L'architecte Max Welsch a conçu la façade, richement décorée et précédée d'une vaste terrasse clôturée d'une balustrade ajourée avec des figures et des acrotères.
En 1893, le Kleine Café ouvre ses portes au rez-de-chaussée, premier café du Kurfürstendamm. À partir de l'automne de 1896, les hommes de lettres Maximilian Bern (de) et Fritz Stahl le choisissent comme Stammtisch. Aux environs, dans ce qui était appelé à l'époque Neuer Westen (de), plusieurs artistes louaient un atelier, et, plutôt que de se plonger dans l'agitation de la ville, ils se rencontraient au Kleine Café, qui est rebaptisé en 1898 du nom de Café des Westens, Quand en 1898 Rocco, « le cuisinier de tous les cuisiniers » prend la tête de l'établissement, l'afflux augmente et les artistes viennent du centre de Berlin pour s'y rencontrer. En 1904, le café s'étend au premier étage où, entre autres, des tables de billard sont installées.
Peu de temps avant la Première Guerre mondiale, le café fait de plus en plus les gros titres de la presse conservatrice. Ce sont peut-être ces attaques qui ont convaincu le propriétaire Ernst Pauly de déménager en 1913 dans un bâtiment voisin, l'Union Palast, Kurfürstendamm 26 et transforme le Café des Westens en café-concert qui existera jusqu'en 1915. Les artistes, cependant, n'ont pas suivi, et c'est la fin du Café Größenwahn en tant que lieu de rencontre littéraire.
En 1920, le Kabarett Größenwahn occupe les anciennes salles du café. En 1932 le Café Kranzler y ouvre une succursale. En avril 1945, le bâtiment est détruit lors d'un bombardement.
Après la Première Guerre mondiale, le Romanisches Café, situé à proximité de l'église du Souvenir, devient le nouveau centre littéraire de Berlin.

## Personnalités ayant fréquenté leCafé des Westens
De nombreuses personnalités du monde littéraire et artistique liées à l'expressionnisme allemand ont choisi le Café des Westens comme Stammtisch, notamment Else Lasker-Schüler, Ernst von Wolzogen, Max Reinhardt, Friedrich Kayßler, Martin Zickel (de), Max Liebermann, Alfred Kerr, Herbert Ihering, Paul Lincke, Walter Kollo, Jean Gilbert, Christian Morgenstern, Friedrich Hollaender, Richard Strauss, Maximilian Harden, Ludwig Fulda, Paul Lindau, Frank Wedekind, Carl Sternheim, Emil Orlik, Ernst Oppler, Herwarth Walden, René Schickele, Roda Roda, Johannes Schlaf, Erich Mühsam, John Henry Mackay, Peter Hille (de), Paul Scheerbart, Frank Wedekind, Artur Landsberger, Carl Sternheim, Leonhard Frank, Salomo Friedländer, John Höxter, Jakob van Hoddis, Herwarth Walden, Alexandra Ramm-Pfemfert et Franz Pfemfert.
Le peintre et caricaturiste George Grosz a peint le tableau Le Malade d'amour où il se représente attablé au Café Größenwahn, autre nom du Café des Westens qu'il fréquentait régulièrement.